# Mike Harris Jr.
Mike Harris Jr. (né en 1984 ou 1985) est un homme politique canadien, qui a été élu à l'Assemblée législative de l'Ontario lors des élections provinciales de 2018. ll représente la circonscription de Kitchener—Conestoga en tant que membre du Parti progressiste-conservateur de l'Ontario.

## Biographie
Fils de l'ancien premier ministre de l'Ontario Mike Harris, il n'est pas lié à Michael Harris, son prédécesseur immédiat en tant que député provincial de la circonscription.
Il est père de cinq enfants.